# آرام میسکاریان
آرام میسکاریان (ارمنی: Արամ Միսկարյան; انگلیسی: Aram Miskaryan; زاده ۲۹ نوامبر ۱۹۷۳ – درگذشته ۲۳ ژوئن ۲۰۰۹) بازیگر، ورزشکار اهل ارمنستان بود. وی همچنین رئیس فدراسیون موی تای ارمنستان نیز بود. آرام میسکاریان مجرد بود.

## درگذشت
در روز ۲۳ ژوئن ۲۰۰۹ در یک تصادف رانندگی در بزرگراه واغارشاپات-آرماویر وی به همراه گغام غاندیلیان در سن ۳۵ سالگی درگذشت.

## گزیده فیلم‌شناسی
از فیلم‌ها یا برنامه‌های تلویزیونی که وی در آن نقش داشته‌است می‌توان به مجموعه تلویزیونی وروگایت در نقش گاریک، اشاره کرد.